# Liste der denkmalgeschützten Objekte in Čermná u Staňkova
Grundlage dieser Liste der denkmalgeschützten Objekte in Čermná u Staňkova ist die ÚSKP-Liste (Ústřední seznam kulturních památek České republiky, deutsch Zentrale Liste der Kulturdenkmäler der Tschechischen Republik), die von der tschechischen Denkmalschutzbehörde NPÚ (Národní památkový ústav, deutsch Nationale Denkmalbehörde) seit 1987 geführt wird und an die seit dem Jahr 1850 geschaffenen Listen anschließt.

## Denkmalgeschützte Objekte nach Ortsteilen

### Čermná u Staňkova
| Lage                                    | Objekt    | Beschreibung | ÚSKP-Nr.                  | Bild      |
| --------------------------------------- | --------- | ------------ | ------------------------- | --------- |
| Čermná u Staňkova 34 (Standort)         | Bauernhof |              | 21353/4-2052 Info Katalog | BW        |
| Čermná u Staňkova 10 (Standort)         | Bauernhof |              | 23425/4-2051 Info Katalog | Bauernhof |
| Čermná u Staňkova, Dorfplatz (Standort) | Kapelle   |              | 25114/4-2050 Info Katalog | Kapelle   |